# Чоловіче літо
«Чоловіче літо» (лит. Vyrų vasara) — радянський фільм 1970 року знятий на Литовській кіностудії режисером Маріонасом Гедріс.

## Сюжет
Литва. 1950 рік. Чекіїсти ліквідують члена загону «лісових братів» Заігмаса Альіса. Його брат Альгіс, дуже схожий на Зігмас, служить у МДБ. Чекісти пускають чутки, що загинув Альгіс, а Заігмас утік. Альгіс під виглядом брата впроваджується в загін націоналістів. Через свою наречену Альдону він передає повідомлення про місцеперебування загону, але Альдона гине на шляху в місто. Алгісу вдається повідомити про заплановану загоном диверсію, і при розгромі загону чекісти дозволяють втекти його командиру «Монаху», разом з яким Альгіс біжить за кордон, щоб там потрапити в Західну розвідку.

## В ролях
- Юозас Будрайтіс — Альгіс Альсіс / його брат-близнюк Зігмас
- Антанас Шурна — «Монах», командир загону «лісових братів»
- Бронюс Бабкаускас — Абарюс, доктор
- Мілі Шаблаускайте — Аніцета, медсестра
- Вайва Майнеліте — Алдона, вчителька
- Регімантас Адомайтіс — Аугустінас, сільський вчитель
- Гедімінас Карка — «Дядько», член загону «лісових братів»
- Джильда Мажейкайте — Ядвіга, зв'язкова «лісових братів»

В епізодах:
- Аудрис Мечисловас Хадаравичюс — капитан Шерис
- Эдуардас Кунавичюс — майор органов госбезопасности
- Повилас Гайдис — провокатор
- Гедиминас Гирдвайнис — Владас, часовой
- Витаутас Канцлерис — «Ванагас», член отряда «лесных братьев»
- Гедиминас Пранцкунас — член отряда «лесных братьев»
- Пранас Пяулокас — член отряда «лесных братьев»
- Повилас Станкус — Эдвардас, член отряда «лесных братьев»
- Адольфас Вечерскис — член отряда «лесных братьев»
- Йонас Пакулис — член отряда «лесных братьев»
- Отонас Ланяускас — член отряда «лесных братьев»
- Владас Ауга — Вацис, агент органов госбезопасности
- Хенрика Хокушайте — работница почты

Фільм дубльований російською мовою на Кіностудії ім. М. Горького, режисер дубляжу Х. Лапша.

## Знімальна група
- Режисер — Маріонас Ґедріс
- Сценарист — Олександр Юровський, Саулюс Шальтяніс
- Оператор — Альгімантас Моцкус
- Композитор — Вітаутас Юозапайтіс
- Художник — Альгірдас Нічюс

## Критика
Фільм посів 32 місце кінопрокату СРСР 1971 року, його переглянули 13,7 млн глядачів.
Картина «Чоловіче літо» була сприйнята як парафраз на тему фільму «Ніхто не хотів помирати», але поступався цьому фільму, зазначалося, що при виборі детективного жанру реальний історичний фон «захопив режисера-постановника в русло соціально-психологічної драми», водночас критика зазначала, що картина не стала повторенням фільму «Ніхто не хотів помирати» — це самостійна картина, але, як писав журнал «Радянський екран»: фільм «ніби застиг на роздоріжжі між соціальною драмою та відверто пригодницькою стрічкою».